# Lelkigondozás
A lelkigondozás az ember transzcendens vonásait is figyelembe vevő mentálhigiénés szemlélet, klienscentrikus pszichoterápiás módszerrel operáló szakterület.

## Története
A lelkigondozói szemlélet elsajátíthatósága az Amerikai Egyesült Államokból került Európába. Európában (Hollandiából kiindulva) Heije Faber és Ebel van der Schoot lelkészeknek köszönhetően terjedt el a kontinensen. Sikeresen alkalmazták Carl R. Rogers elveit (klienscentrikus pszichoterápia), illetve a pszichoszociális tudományok eredményeit módszerükben. Céljuk abból a tapasztalatból eredt, hogy a hívő ember életvezetése (tágabb értelemben a lelkigondozó személyének hite) sok egyéni vonást mutatott az általános pszichoterápiákban, mentálhigiénében.

## Fogalom
A lelkigondozást sokan félreértik, illetve helytelenül írják le:  a „lelkigondozás” nem helyettesíthető a „lelki gondozás”-sal. Két tagjának értelmezése: a lelki ’spirituális’-at jelent, nem a platonista-dualista felfogású testtől elválasztott lelket; a gondozás pedig a ’gondot visel rá’, ’szívén viseli’ jelentésben használatos.

## Idegen nyelvű fogalom
Más nyelvű használatában is sok a zavar. Például németül a Seelsorge meglehetősen jól fedi a magyar lelkigondozás kifejezést, ám ott is találkozni a pasztoráció szóval (amellyel csak részben azonos), és amelyet az előzővel megegyező értelemben használnak. Az angol nyelvterületen nagyon sok szinomimája létezik: pastoral care, counselling (vagy counseling) stb. Magyar szakirányú írásokban is többféle fordítással találkozni, ám a szakmai képzésben egyre elterjedtebb a spiritual care kifejezés. Ennek oka abban keresendő, hogy a counsel egy speciális (nemcsak lelkigondozó) területre utal, másrészt a pastoral care látszólag kizárja a nem kifejezetten pasztorációs okból lelkigondozókat.

## Helye és anyaga
Bár a lelkigondozás a pasztorálpszichológia részének tekinthető (részben annak terepen végzett formájaként), azt nem fedi le teljesen, sőt bizonyos tekintetben túl is mutat rajta. A mentálhigiénével is rokon, hiszen módszereiben, szemléletében nagyban közösek, attól mégis eltér spirituális szemlélete miatt. Magyarországon a mentálhigiéné felsőfokú végzettséggel (egyetem, főiskola) rendelkezők lélektani, szociális továbbképzése, míg lelkigondozók csak hitéleti végzettséggel rendelkezők lehetnek. Ebben az értelemben tehát a lelkigondozás a mentálhigiéné egy speciális, saját eszközökkel is dolgozó ága.
A lelkigondozás holisztikus szemléletű: nem szemléli az embert külön testként és lélekként, és nem szemléli külön biológiai, szociális, pszichés stb. szempontból sem, hanem mindezen szemléletek egységesítésére törekszik. Tudományos értelemben ezért interdiszciplináris, ugyanakkor az elméleti tudományokat (biológia, szociológia stb.) csak a saját szempontjából kezeli, ezért ilyen tekintetben nem is tudományág, inkább szakterület.